# 5151-es mellékút (Magyarország)
Az 5151-es mellékút egy bő 19 kilométer hosszú, négy számjegyű mellékút Bács-Kiskun vármegye és Baranya vármegye határvidékén, a déli országhatár közelében. Hercegszántót köti össze a nyugati szomszédságában fekvő településekkel.

## Nyomvonala
Az 51-es főútból ágazik ki, annak a 189+500-as kilométerszelvénye táján, Hercegszántó központjának északkeleti részén, nyugat-délnyugati irányban. A településen a Kossuth Lajos utca nevet viseli, így éri el a belterület nyugati szélét is, nagyjából 1,8 kilométer megtétele után. A 4. kilométere előtt egy kisebb vízfolyást keresztez, az 5. kilométerétől pedig – mintegy másfél kilométeren át – Budzsák településrész déli széle mentén húzódik. Közben, nagyjából 5,4 kilométer után kiágazik belőle dél felé az 51 148-as számú mellékút, mely Hóduna településrészre, és onnan majdnem egészen az országhatárig vezet.
8,5 kilométer után átszel egy kisebb Duna-holtágat, s ugyanott átlép Dávod közigazgatási területére. E falut alig másfél kilométernyi szakasza érinti: a tizedik kilométerét elhagyva átlépi a megyehatárt és Baranya vármegye, azon belül is Homorúd területén folytatódik. Majdnem pontosan a 14. és 15. kilométerei között vezet át a község belterületén, Szabadság utca néven, majd északnyugati irányban húzódva hagyja maga mögött annak utolsó házait. Utolsó szakaszán Riha településrész szórványosan elhelyezkedő házai között halad el, majd átszeli a Riha-tó nevű Duna-holtágat, aminek túlsó partján, Homorúd és Mohács határvonalán véget is ér, beletorkollva az 5107-es útba, annak a 16+100-as kilométerszelvénye közelében.
Teljes hossza, az országos közutak térképes nyilvántartását szolgáló kira.gov.hu adatbázisa szerint 19,069 kilométer.

## Települések az út mentén
- Hercegszántó
- (Dávod)
- Homorúd
- (Mohács)